# 邗上街道
邗上街道，是中华人民共和国江苏省扬州市邗江区下辖的一个乡镇级行政单位。

## 行政区划
邗上街道下辖以下地区：
冯庄社区、兰庄社区、五里社区、贾桥社区和文昌社区。